# Clairefontaine-en-Yvelines
Clairefontaine-en-Yvelines település Franciaországban, Yvelines megyében. Lakosainak száma 851 fő (2022. január 1.). Clairefontaine-en-Yvelines Bullion, La Celle-les-Bordes, Rambouillet, Saint-Arnoult-en-Yvelines, Sonchamp és Vieille-Église-en-Yvelines községekkel határos.

## Népesség
A település népességének változása:
| Lakosok száma | 818  | 827  | 896  | 827  | 825  | 818  | 829  | 840  | 851  |
|               | 2013 | 2015 | 2016 | 2017 | 2018 | 2019 | 2020 | 2021 | 2022 |